# Уолтър Гилбърт
 Уолтър Гилбърт (на английски: Walter Gilbert) е американски биохимик, физик, пионер на молекулярната биология и лауреат на Нобелова награда за химия от 1980 г.

## Ранен живот и образование
Гилбърт е роден на 21 март 1932 г. в Бостън, Масачузетс, в семейството на Ема Коен, детски психолог, и Ричард Гилбърт, икономист. Когато Гилбърт е на 7 години, семейството се премества във Вашингтон, където баща му работи с Хари Хопкинс. Там Гилбърт се запознава със Селия Стоун, за която се жени на 21-годишна възраст.
След като завършва средното си образование, той е приет в Харвардския университет, откъде получава бакалавърска степен по химия и физика през 1953 г. и магистърска степен по физика през 1954 г. Записва докторантура по физика в Кеймбриджкия университет, където негов ментор е нобеловият лауреат Абдус Салам. Защитава дисертацията си през 1957 г.

## Научна дейност
През 1956 г. Гилбърт се завръща в Харвардския университет, където е назначен за асистент по физика през 1959 г. Жена му работи за Джеймс Уотсън, което събужда интерес у Гилбърт към молекулярната биология. Уотсън и Гилбърт ръководят съвместна лаборатория през 1960-те години, когато Уотсън напуска в полза на друга лаборатория. През 1964 г. Гилбърт е повишен на доцент по биофизика, а през 1968 г. – на професор по биохимия.
Той е съосновател на биотехнологичните компании Biogen и Myriad Genetics, служейки като първи председател на съответните им бордове на директорите. Напуска работата си в Харвард, за да работи като изпълнителен директор на Biogen, но впоследствие е помолен да напусне от борда на директорите на компанията.
Гилбърт е сред ранните привърженици на секвенирането на човешкия геном. През 1985 г. се завръща в Харвард. Гилбърт е явен критик на нобеловия лауреат Дейвид Балтимор, който се замесва в научен скандал. Гилбърт се включва и в ранния спор относно причината за СПИН.
Заедно със свой студент, Гилбърт първи пречиства лактозен репресор. С друг свой студент разработва нов метод за ДНК секвениране.
През 1980 г. Гилбърт е удостоен с Нобелова награда за химия за работата си по разработване на методи за определяне на секвенциите на нуклеотидите в нуклеинова киселина.
Гилбърт първи предлага съществуването на интрони и екзони през 1978 г. През 1986 г. предлага хипотезата „РНК-свят“ за произхода на живота, основавайки се на идея, предложена първоначално през 1967 г. от Карл Вьозе.
След като се пенсионира от Харвардския университет през 2001 г., Гилбърт започва художествена кариера, комбинирайки изкуството с науката. Изкуството му е фокусирано върху дигиталната фотография.